# SecuROM
SecuROM — програма для захисту CD/DVD від копіювання. Створена Sony DADC для перешкоджання нелегальному копіюванню аудіо-, відеофайлів і комп'ютерних ігор. Завдання програми — перешкоджати домашнім пристроям медіа-дублювання. Найчастіше, SecuROM застосовувалася для комерційних комп'ютерних ігор, що працюють на платформі Microsoft Windows. Поточний метод дискового захисту у версіях, що існують — вимірювання позиції даних.